# Gare d'Ernestown
La  gare d’Ernestown est une gare ferroviaire canadienne, située au Canton de Loyalist, en Ontario.
Construite et mise en service en 1855-1856 par le Grand Tronc elle est fermée au cours du XXe siècle. Son bâtiment voyageurs est reconnu comme Gare ferroviaire patrimoniale du Canada et bénéficie d’une protection de partie IV de la Loi sur le patrimoine de l'Ontario.

## Situation ferroviaire
La gare d’Ernestown se trouve le long de la ligne originale du Grand Tronc, construite durant la phase initiale de la construction du premier chemin de fer inter-colonial au Canada (une dizaine d’années avant la Confédération), ligne entre Toronto et Montréal . Elle se trouve au  Mille 187.65 de la subdivision de Kingston (en) du Canadien National.

## Histoire
La gare est située dans un site rural, près de la ville d'Odessa, sur la rive nord du lac Ontario. La gare “illustre l'emplacement parfois arbitraire des gares du GTR. La localité d'Ernestown Station, a été créée au XIXe siècle à la suite de la construction de la gare. Elle dépendait complètement du chemin de fer”.

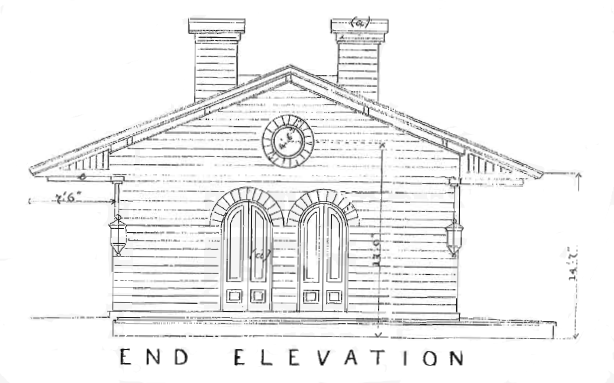
Plan original de la gare de 5 arches du Grand Tronc, vue d'extrémité avec les deux portes.

En style à l'italienne, la gare est construite en pierre et typique des gares du GTR de la première génération. Les rails passent au sud de la gare. Selon le Canton de Loyalist: "Le cours du socle bien détaillée à la base des murs est resté au dessus du sol. La faible hauteur du toit à deux versants, à l'origine couvert d’ardoises, va au-delà du mur nord et du mur sud, offre un ample avant-toit en surplomb supporté par six supports triangulaires de bois sur chaque mur. Trois des quatre cheminées en calcaires appariés survivent." Chacune des cheminées existants conserve un pignon de fer, "faisant écho à la faible pente du toit de la gare, y compris la crête soulevée". Le nom " ERNESTOWN." (avec une période) est peint en noir sur la pierre juste en dessous de l'évent sur chaque paroi de la gare dans un rectangle encadré noir. 
La gare d'Ernestown se distingue comme rare exemple d'une gare du Grand Tronc de cinq baies qui n'a jamais eu l'ajout d'une baie vitrée pour l'opérateur.
La gare est construite sur un terrain acquis de John Link, à proximité de quelques petits moulins. Le 14 septembre 1855, la pierre d’angle a été posée; par la suite, il y avait un pique-nique, de la musique et des discours pour la foule enthousiaste. La gare est construite pour servir les besoins du GTR; le chemin de fer avait prévu qu'une communauté se développerait autour d'elle. Les communautés établies dans le canton n’ont pas directement bénéficié de la gare comme prévu. Au lieu, une communauté dispersée d’Ernestown Station se développe: un district postal centré sur la gare et ses structures associées. Avec le temps, ceux-ci ont été complétées par des verges de bétail et des greniers d’entreposage des produits livrés. Entre 1885 et 1894, la population approximative d’Ernestown Station variait de 160 à 175 (bien que beaucoup de ceux qui sont énumérés dans cette zone vivaient sur des fermes ou exploitaient les moulins à une distance d’un à deux km au nord). La gare est devenue un point important pour expédition du bétail, mais ne peut remplacer l’option moins couteuse: l’expédition par voie maritime soit de Millhaven ou Bath pour les marchandises en vrac comme les céréales et autres produits agricoles. 
L’arrivée du système routier et des camions met fin à l’utilité de la gare. En mars 1973, le Canadien National a reçu la permission de retirer l’agent de gare d’Ernestown. Elle ferme peu après. 

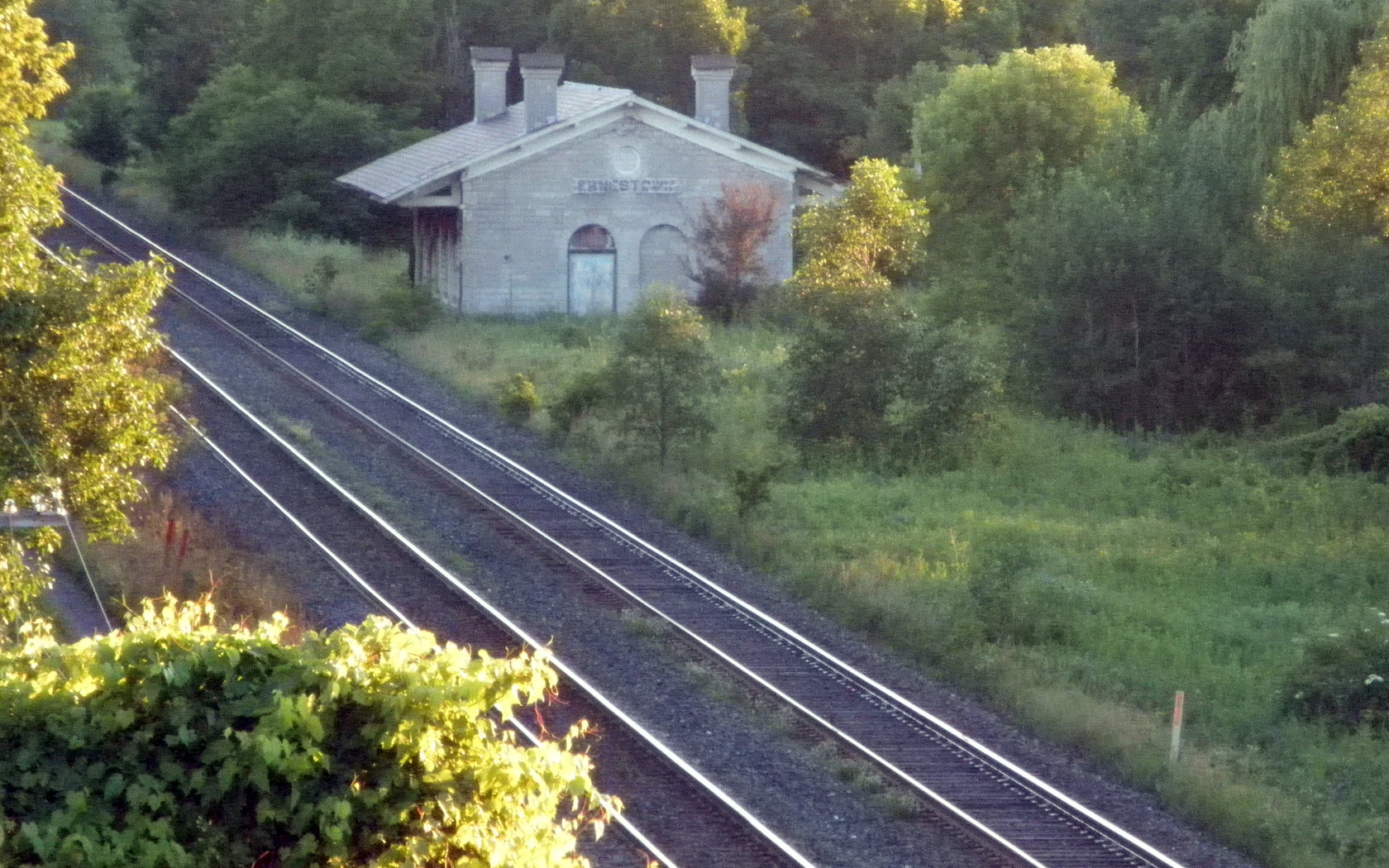
La gare en 2014.

Maintenant fermé au public, une grande partie des ouvertures de fenêtres et des portes ont été équipées de housses de protection en contreplaqué.  En 2014, la gare se trouve au bout d’un champ, entourée par les mauvaises herbes et des arbres, mais encore sur la voie double du CN.

## Patrimoine ferroviaire
Des gares de construction similaires existent (en 2008 selon une source) à Prescott, St Mary's, Napanee, Belleville et Port Hope en Ontario. Trente-quatre gares ont été construites dans ce style.